# Jezírka u Rozvadova
Jezírka u Rozvadova je přírodní rezervace v katastru obce Rozvadov v okrese Tachov v Plzeňském kraji v Česku. Zahrnuje tři rašeliniště resp. zarůstající rašelinná jezírka, která se nacházejí v katastrálním území Rozvadov ve vzdálenosti čtyři kilometry jižně od vsi Rozvadov. Jezírka se nacházejí v nadmořské výšce přibližně 495 m až 497 metrů. Vodní plocha se nachází v severozápadní části severního rašeliniště a má rozlohu 0,0413 ha. Přírodní rezervace byla vyhlášena v roce 1984 na rozloze 6,1867 hektaru. Revitalizace jezírek proběhla v roce 1998.

## Vodní režim
Ve východní části rezervace teče potok, který odtéká na jih do Německa, kde je pravostranným přítokem Kateřinského potoka.

## Flóra a fauna
Předmětem ochrany je především v rezervaci hojná rosnatka okrouhlolistá (Drosera rotundifolia). Rostou zde také klikva bahenní (Vaccinium oxycoccos), rosnatka prostřední (Drosera intermedia), játrovka (Marchantiophyta), slatinatka obnažená (Odontoschisma denudatum), bařička bahenní (Triglochin palustris) a zábělník bahenní (Potentilla palustris).
Z obojživelníků v rezervaci žijí ropucha obecná (Bufo bufo) a skokan hnědý (Rana temporaria). Hmyz zastupují vážka ploská (Libellula depressa), šidélko páskované (Coenagrion puella) a šídlo sítinové (Aeshna juncea).

## Přístup
Do rezervace nevede žádná cesta. Nejbližší lesní cesta prochází ve vzdálenosti 130 m od severozápadního rohu rezervace. Tato lesní cesta se napojuje po 2 km na značené cesty a k jejímu začátku, který se nachází 1,3 km od rozcestníku Rybničná vedou:
- Místní modrá turistická značka z Diany (3,3 km).[8]
- Místní modrá turistická značka z Rozvadova (7,2 km).[8]
- Naučná stezka Kolowratova NS z Diany (3,3 km).[9]
- Naučná stezka Kolowratova NS z Rozvadova (7,2 km).[9]
- Červená turistická značka z Rozvadova od staré celnice (4,7 km).[10]
- Červená turistická značka z Železné (6,8 km).[10]
- Cyklotrasa EuroVelo EV13 z Rozvadova od staré celnice (4,7 km).[11]
- Cyklotrasa EuroVelo EV13 z Železné (6,8 km).[11]